# Aphelandra schiedeana
Aphelandra schiedeana là một loài thực vật có hoa trong họ Ô rô. Loài này được Cham. & Schltdl. mô tả khoa học đầu tiên năm 1830.